# Maurice Sion
Maurice Sion (Skopje, 17 de outubro de 1927 – Vancouver, 17 de abril de 2018) foi um matemático estadunidense e canadense, especialista em teoria da medida e teoria dos jogos.
Sion foi palestrante convidado do Congresso Internacional de Matemáticos em Nice (1970).
Foi eleito fellow da American Mathematical Society em 2012.

## Publicações selecionadas

### Artigos
- «On uniformization of sets in topological spaces» (PDF). Trans. Amer. Math. Soc. 96 (2): 237–245. 1960. doi:10.1090/s0002-9947-1960-0131506-x
- «Continuous images of Borel sets». Proc. Amer. Math. Soc. 12: 385–391. 1961. doi:10.1090/S0002-9939-1961-0131508-X
- com R. C. Willmott: «Hausdorff measures on abstract spaces». Trans. Amer. Math. Soc. 123: 275–309. 1966. doi:10.1090/S0002-9947-1966-0200402-7
- «Outer measures with values in a topological group». Proceedings of the London Mathematical Society. 3 (1): 89–106. 1969

### Livros
- Introduction to the methods of real analysis. New York: Holt, Rinehart and Winston. 1968
- Theory of semigroup valued measures. Berlin; New York: Springer-Verlag. 1973